# Eva Schönherr
Eva Schönherr (* 28. März 1953 in Friolzheim) ist eine deutsche Schauspielerin und Autorin.

## Filmografie (Auswahl)
Fernsehen
- 1988: Hilferufe
- 1991: Lindenstraße
- 1994: Scheidungsgericht
- 1995: Verbotene Liebe
- 1996: Lindenstraße
- 2005: Za! Sekaigyoten news

Kino
- 1988: Schön war die Zeit
- 2007: Ladenhüter
- 2012: Puppe, Icke & der Dicke
- 2017: Vorwärts immer!

Videokunst
- 2007: between two deaths ZKM Cloe Piene Zentrum für Kunst und Medientechnologie

Hochschulfilm
- 1994: In Sarg und Asche

Musikvideo
- 2004: Kopf hoch – Azad

## Theater (Auswahl)
- Sommernachtstraum – Golem-Theater München
- 1984: Spectacle Cressida von Stefan Schütz
- Nichts mehr nach Calingasta – Marie Reiners – Theater Heute/Köln
- Marquis de Sade – Wolfgang Trautwein – Theater der Keller
- Herbst – Stefan Weida – Euro Theater Central Bonn
- Der Diener zweier Herren – Junges Theater Bonn
- Antigone – Ingund Mewes – Piccolo-Theater, Köln
- Liebesbriefe an Adolf Hitler, Briefe in den Tod – Theater Überall, Düsseldorf
- 1988–1990: Der zerbrochene Krug – Westdeutsches Tourneetheater
- 1997: Frauen um Heinrich Heine – Theater Überall, Düsseldorf
- 2019: Gans, du hast mein Herz gestohlen – Hans Otto Theater

## Regie
- 2005: Tranquilla Trampeltreu – Weiße Rose, Berlin
- 2004: Die Geborgten Kleider meiner Freundinnen – Monsun-Theater

## Essay
2006: Glaube, Liebe, Hoffnung – Die Rolle der Religion in einer individualisierten Gesellschaft